# Humphry Bourchier, 1. Baron Cromwell
Humphry Bourchier, 1. Baron Cromwell (lat. Humfrido Bourchier de Cromwell; † 14. April 1471) war ein englischer Adeliger.

## Leben
Sir Humphry Bourchier war der dritte Sohn von Henry Bourchier, 1. Earl of Essex († 1483) und Isabel of Cambridge (1409–1484), eine Schwester des Richard Plantagenet, 3. Duke of York. Über seine Mutter war er mit der Linie York des Hauses Plantagenet verwandt und ein Cousin König Eduards IV.
Am 14. Februar 1455 heiratete er Joane Stanhope († 10. März 1490), Tochter des Sir Richard Stanhope († 1436) und der Maud de Cromwell. Joan war eine Enkelin des Ralph de Cromwell, 2. Baron Cromwell (1368–1417) und zusammen mit ihrer Schwester Co-Erbin des seit 1455 in Abeyance befindlichen Titels Baron Cromwell (zweiter Verleihung). Er bewohnte daraufhin Tattershall Castle in Lincolnshire.
Er war Constable of Nottingham Castle und Steward of Sherwood Forest. Als Knight Bachelor kämpfte er während der Rosenkriege auf Seiten seiner Verwandten des Hauses York bei der Schlacht von Northampton (1460), bei der Zweiten Schlacht von St Albans (1461), bei Towton (1461) und bei Barnet (1471).
Mit Writ of Summons vom 25. Juli 1461 berief ihn Eduard IV. erstmals ins Parlament und verlieh ihm damit (in dritter Verleihung) den erblichen Titel eines Baron Cromwell. Bis 1470 wurde er insgesamt viermal zu Sitzungen des Parlaments einberufen.
Er fiel bei der Schlacht von Barnet am 14. April 1471. Er hat seine letzte Ruhestätte in der St. Edmund Chapel in der Westminster Abbey. Da seine Ehe kinderlos blieb, erlosch mit seinem Tod auch sein Adelstitel.